# جبهه شرقی جنگ داخلی روسیه
با آغاز جنگ داخلی روسیه در سال ۱۹۱۸ میلادی گروه‌های ضد بلشویکی بسیاری مانند لژیون چکسلواکی در سرتاسر مسیر راه‌آهن سراسری سیبری خیزش کردند که درگیری ایشان با ارتش سرخ تا تابستان و پاییز ۱۹۱۹ میلادی به درازا انجامید. در انتهای این درگیری‌ها جنبش سفید در سیبری شکست خورد و فرمانده آن الکساندر کولچاک کشته شد هرچند که درگیری‌های پراکنده در این ناحیه تا سال ۱۹۲۳ میلادی ادامه داشت.

## گاه‌شماری شورش‌ها و آفندها
در ۱۸ مه ۱۹۱۸ میلادی لژیون چکسلواکی در چلیابینسک ضد بلشویک‌ها شورش کردند. انگیزه این شورش فرمان تروتسکی مبنی بر خلع سلاح لژیون چکسلواکی بود که خلاف موافقت پیشین میان بلشویک‌ها و ایشان بود. در این مدت لژیون چکسلواکی که در حال حرکت به سمت شرق بود با یک قطار از اسرای سابق اتریش-مجارستان که در حال حرکت به غرب بودند درگیر شد. دلیل این اختلاف میان اتریشی‌ها و چک‌ها این بود که از یک سو سرزمین چک‌ها تحت اشغال اتریش-مجارستان بود و از سوی دیگر سربازان چکی که جزوی از ارتش اتریش-مجارستان و در ابتدای جنگ جهانی اول اسیر روس‌ها شده بودند بنیان لژیون چکسلواکی را نهادند. این لژیون در تلاش بود تا با رفتن به جبهه غربی جنگ را علیه قدرت‌های مرکز ادامه دهد اما پس از پیمان برست-لیتوفسک دیگر از این حرکت حمایت نمی‌کردند. شورش لژیون چکسلواکی به سرعت در سرتاسر سیبری پخش شد زیرا این لژیون از راه‌آهن سراسری سیبری برای انتقال استفاده می‌کردند و شورشیان محلی ضد کمونیست هم در سیبری از ایشان حمایت می‌کردند. وقتی شورش به یکاترینبورگ که محل نگهداری تزار و خانواده‌اش بود بلشویک‌ها آن‌ها را اعدام کردند تا از آزادی خانواده سلطنتی به دست سفیدها جلوگیری نمایند. تا آخر اوت ۱۹۱۸ ولادی‌وستوک به دست لژیون چکسلواکی افتاد.

## دولت‌های موقت سفیدها
با از میان رفتن حضور بلشویک‌ها در شرق روسیه، دولت‌های موقت متعددی از جانب طرفداران جنبش سفید در این ناحیه شکل گرفت که مهم‌ترین آن‌ها عبارت بودند از انجمن اعضای مجلس مؤسسان در سامارا و دولت موقت سیبری. انجمن اعضای مجلس مؤسسان به سرعت فرمان بسیج عمومی داد و ارتشی با نام ارتش خلقی کوموچ را ایجاد کرد که همراه با لژیون چکسلواکی توانستند شهر کازان را تصرف نمایند و در آن طلای تزارها که در حال انتقال بود را به دست بیاورند.